# Belontia
Belontia Myers, 1923 è un genere di pesci ossei appartenenti alla famiglia Osphronemidae. È l'unico genere nella sottofamiglia Belontiinae.

## Tassonomia
- Belontia hasselti
- Belontia signata